# Hír
A hír egy újságírói műfaj, válogatott információk összessége, amely nyomtatásban, televízióban, az interneten vagy szájhagyomány útján nyer publicitást. A hír az objektív újságírói műfajok közé tartozik, rövid, tényszerű összefoglalója egy olyan történésnek, amely sok embert érint. A hír valamennyi objektív műfaj alapja. A hír akkor jó, ha válaszol az alábbi négy kérdésre: kivel vagy mivel; hol; mikor; mi történt, vagy mi fog történni. A négy alapvető kérdésre a kishír ad választ. Ha a megválaszolandó kérdések egy ötödik (miért?), illetve egy hatodik (hogyan?) kérdésre is válaszolnak, akkor a kifejtett hír típusáról beszélhetünk.

## A hír fogalma
A hír olyan ellenőrzött, hiteles forrásból származó információk összessége, amely a populáció egy nagyobb részét érinti, és amely az újságírói munka szakszerű kutatásaként jön létre.

## A hír fajtái
- Propagandahír - egy olyan hírfajta, ami egy politikai párt, mozgalom céljait tükrözi.
- Kartácshír - a dolgok közepébe vágó, „in medias res” hír.
- Paródiahír - távolról, valamilyen részlet felől közelítő hír.
- Címmel írt hír - Fontos hír, amelyet címmel emelnek ki.
- Mínuszos hír - Kisebb hírértékű hír, amely nevét arról kapta, hogy az újságokban a mínusz (-) karakter vezette be.

## A hír felépítése, tartalma
A hír rövid, tömör, világos és tárgyilagos sajtóanyag. Általában hat kérdésre kell választ adnia: „Ki? Mikor? Hol? Mit? Hogyan? Miért?”. Maximalista megközelítéssel azt mondhatjuk: egy jól megírt hírben egyetlen felesleges szó nincs, ami azt jelenti, hogy bármely szó kihúzása értelmezhetetlenné tenné a hírt.
A hír leaddel kezdődik, amely összefoglalja a legfontosabb információkat. A hírtestben tulajdonképpen ennek a leadnek a kibontása, részletesebb ismertetése történik. A hír felépítése egy fordított háromszögre (a sajtónyelvben gyakran piramisnak nevezik) hasonlít. Ahol széles a háromszög talpa, vagyis a hír elején, ott vannak a legfontosabb információk, míg a leglényegtelenebbek a csúcsba (a hír végére) szorulnak.

## A hír megjelenési formái a médiában

### Hír a nyomtatott sajtóban
A legtöbb amerikai nagyvárosban bevált gyakorlat volt az, hogy a különböző lapok létrehozzanak egy reggeli, és egy esti kiadást is, noha a média fejlődésével, és újabb médiumok megjelenésével szükségtelenné vált az esti kiadások további finanszírozása, ezért ezeket megszüntették. A reggelente megjelenő újságok ezzel szemben tovább veszítették pénzügyi forrásaikat. A hírtartalmaknak köztudottan tartalmazniuk kell az 5W + 1H kérdések (Ki? Mikor? Hol? Mit? Hogyan? Miért?) válaszait, hogy az olvasók a legteljesebb tájékoztatást kaphassák meg egy adott eseményről és ne maradhasson bennük megválaszolatlan kérdés. Az újságok címlapjain általában a “hard news”-ok (magyarul olyan komoly közéleti témák, mint a politika vagy különféle hadügyi kérdések) kapnak teret, hiszen ezek a legfontosabb, legtöbb embert érintő témák.

### Hír a televízióban
Az amerikai kábelcsatornák, mint például a Cable News Network (ismertebb nevén CNN), az NBC testvércsatornája, a hírekkel foglalkozó MSNBC vagy a FOX tévétársaság hírcsatornája a Fox News Channel gyakorlata az ,hogy általában az általuk kiválasztott néhány hír fut az egész nap folyamán. A hírek elemzésére általában kommentátorokat vagy újságírókat kérnek fel.[forrás?]

### Hír az interneten
Internetes hírnek nevezzük azt a hírt, amely az interneten kerül közlésre. Az interneten megjelenő hírek előnye, hogy sokkal gyorsabban terjeszthetők, nem minden esetben kell megvárni a lapzártát, valamint az utólagos korrektúra is alkalmazható, amely a már kinyomtatott újságok esetében csak újranyomtatással oldható meg. Az internetes hírek lényegre törő, rövid összefoglalóval hívják fel a figyelmet magukra, hogy a linkre kattintva az olvasó elolvashassa az egész cikket. Az online hírgyűjteményekben ugyanis általában csak ez a cím jelenik meg, ezért fontos, hogy azonnal felkeltse az érdeklődést.

## Objektivitás a hírközlésben
A hírközlő szervezetektől a legtöbb esetben elvárt az objektivitás, amelyet sok esetben nehéz betartatni. Az újságírók gyakran abba a hibába eshetnek, hogy saját véleményük, politikai meggyőződésük szerint tudósítanak egy témáról, ezzel objektivitásukat elvesztik, hitelességük megkérdőjelezhetővé válik, etikailag támadhatók lesznek.
A fent említett amerikai kábelcsatornák esetében is sokszor éri őket az a vád, hogy vagy egyik, vagy másik pártot támogatják: A Fox News Channel és az MSNBC esetében többször használták az angol bias jelzőt, amely magyarul torzítást, elfogultságot jelent.

## Az információ értékét növelő tényezők
Az információk közül azokból lesz hír, amelyet a sajtó munkatársai (a magyar nyelvben is használatos angolszáz terminológia szerint: kapuőrök) kiválasztanak. A kiválasztás a hírérték szerint történik. Ez olyan tulajdonsága az információnak, amely miatt hírt kell készíteni belőle, hogy minél több emberhez eljusson. Más megközelítésben: a hírérték az információnak az a többlettulajdonsága, amely eladhatóvá teszi. A hírérték meghatározása szigorúan szakmai feladat.
A hírértéket az alábbi tényezők növelik:
- az esemény, történés, cselekvés aktualitása, frissessége
- a hírben szereplők ismertsége, pozíciója, befolyása
- a földrajzi és kulturális közelség (földrészenként, tájanként különböző)
- az esemény, történés, cselekvés egyedisége, szokatlansága, meglepő vagy megdöbbentő volta
- a tematikai keretbe illeszthetőség, azaz van-e előzménye a hírnek
- az információ érdekessége, szórakoztató jellege

Az információt két módon is értelmezhetjük újságírás szempontjából. Sokan úgy vélik, hogy az információ egy "társadalmi kommunikáció” is lehet, melynek terjedési folyamatát a médiához tartozó intézmények biztosítják. Ugyanakkor az információt több újságírói műfaj együttesének is tekintik és minden ilyen műfaj jelentős, friss, érdekes vagy aktuális híreket tartalmaz.

## Érdekesség
William Randolph Hearst amerikai sajtómágnás úgy fogalmazott, hogy "Hír az, aminek a kinyomtatását valaki meg akarja akadályozni; minden más - hirdetés".
A francia író és esszéista André Gide az mondta: "A hírközlést úgy is értelmezhetjük, mint minden olyan információ ami kevésbé lesz érdekesebb holnap, mint ma".